# ジュリアス・ベア
ジュリアス・ベア（ジュリアスベア銀行、独: Bank Julius Bär & Co. AG）は、スイス・チューリッヒに本拠を置く、富裕層や同族会社を顧客としたプライベート・バンクである。ピクテ銀行などと共に、プライベートバンキング専業の大手として知られている（2016年はプライベートバンク専業首位）。チューリッヒの他、モナコ・ドバイ・シンガポールなど、世界50か所以上の拠点を持つ。ジュリアス・ベア・グループ（独: Julius Bär Gruppe AG）として、スイス証券取引所に上場している（SIX: BAER）。

## 沿革
1890年にLudwig HirschhornとTheodor Grobにより設立された両替所に起源を持つ。1896年にJoseph Michael UhlとJulius Bärが参加し、Julius Bärは1901年に経営権を掌握、1922年まで保持した。その後はJulius Bärの親族による運営となり、息子のWalter Bärが後を継ぎ、Werner Bär、Richard Bär、その妻のEllen Bärらが取締役を務めた。1947年に3代目にあたるHans Bärが相続、Nicolas Bär、Peter Bär、 Rudolf Bär、Thomas Bärが取締役を務めた。1988年に4代目にあたるRaymond Bärが継ぎ、Michael Bär、Mark Bär、Andreas Bär、Beatrice Speiser-Bärが取締役を務めた。
ジュリアス・ベアは1980年にスイスのプライベートバンクとして初めて株式を公開した。1984年にニューヨークに支店を開設。1986年、ジュネーヴを拠点とするSociété Bancaire SAを、1997年にルツェルンを拠点とするBank Falck & Co. AGを買収した。2005年1月、Bär一族はグループの独占的経営権を事実上放棄した。
2006年11月にアジア初の支店を香港に開設、2009年5月、ミラノを拠点とするAlpha SIM S.p.A.を買収するとともに、アセットマネジメントを行うGAM AGをグループから分離した。
2008年2月、ケイマン諸島支店に勤務して2002年に解雇された元従業員のRudolf Elmerが、口座をジュリアス・ベアに持つ富裕層の脱税に関わる情報をウィキリークスに流出させる事件が発生した。2011年1月、Rudolf Elmerは引き続きウィキリークスに脱税者の情報を流し、ニューヨーク南部地区検察局はジュリアス・ベアを脱税幇助の疑いで捜査対象としたが、和解金の支払いにより、訴追は行われることなく決着させることで合意した。
2010年、プライベートバンクのING Bankを、2012年8月、バンクオブアメリカ・メリルリンチの米国外資産運用部門を買収した。2014年3月、ブラジルのING Bankを買収、さらにTFMアセットマネジメントへの増資を決定し、日本の富裕層へのサービス強化を発表した。

## 日本におけるジュリアス・ベア
日本におけるジュリアス・ベアは、「TFMアセットマネジメントAG」の名称のもとでサービスが行われていたが、2015年12月に「ジュリアス・ベア ウェルスマネジメントAG」に、2016年6月に｢ジュリアス・ベア ウェルス マネジメント リミテッド｣に商号を変更、ジュリアス・ベア・グループの100％出資子会社として活動していた。その後2018年9月、野村ホールディングスがジュリアス・ベア ウェルス マネジメント リミテッドの株式の40％を取得し、ジュリアス・ベアと野村の合弁による「ジュリアス・ベア ノムラ ウェルス マネジメント」が富裕層向けに金融サービスを提供している。